# Marcq (Enghien)
Marcq (nld. Mark) – dzielnica (section) miasta Enghien w Belgii, w Regionie Walońskim, w prowincji Hainaut, w okręgu Ath. 1 stycznia 2020 roku liczyła 3419 mieszkańców. Do 31 grudnia 1976 samodzielna gmina.

## Demografia
Liczba mieszkańców, stan na 1 stycznia:
| Rok                | 1930 | 1947 | 1961 | 2020 |
| ------------------ | ---- | ---- | ---- | ---- |
| Liczba mieszkańców | 1487 | 1317 | 1216 | 3419 |

## Transport
Przez teren dzielnicy przebiegają trasa europejska E429 oraz droga regionalna N7.